# 比希纳
比希纳 或者 布赫纳（Büchner，Buchner）可以指：

## 人名
- 爱德华·比希纳（德語：Eduard Buchner，1860年5月20日－1917年8月13日），德國化學家。
- 约阿希姆·比希纳（德語：Joachim Büchner，1905年4月8日－1978年2月22日），德国男子田径运动员。
- 汉斯·恩斯特·奥古斯特·比希纳（德語：Hans Ernst August Buchner，1850年12月16日 – 5 April 1902年4月5日），德國細菌學家。
- 拉尔夫·比希纳（德語：Ralf Büchner，1967年8月31日－），德國男子競技體操運動員。
- 安娜玛丽·布赫纳（德語：Annemarie Buchner，1924年2月16日－2014年11月9日），德国女子高山滑雪运动员。

|  | 本页或本分段罗列了姓氏为「K」的人物。 如果是一个指代特定个人的内链将您引导到本页，請考慮修正該人物的名字以將链接指向正確的條目。 |